# Johann Strauß (Mathematiker)
Johann Strauß (* 2. Juni 1590 in Königsberg i. Pr.; † 9. September 1630 ebenda) war ein deutscher Mathematiker.

## Leben
Als Kaufmannssohn in Kneiphof aufgewachsen, besuchte Strauß das Kneiphöfsche Gymnasium und studierte an der Albertus-Universität. Im Gesang ausgebildet von Johann Eckardt, sang er vier Jahre in der kurfürstlichen Kapelle. 1612 ging er zu Peter Crüger nach Danzig, ein Jahr später nach Wittenberg. Einige Jahre unterrichtete er an einer Adelsschule in Linz. 1616 wurde er Magister philosophiae an der Universität Tübingen. Wenig später wurde er Hofmeister beim Herzog von Sachsen (Johann Wilhelm und Friedrich Wilhelm). 1619 trat er für kurze Zeit in Kriegsdienste von Johann Friedrich, Herzog von Württemberg. Mit einem „rühmlichen“ Zeugnis der Universität Tübingen wurde er 1621 als Professor der Mathematik an die Albertus-Universität berufen. Zugleich wurde er Oberinspektor der preußischen Landmesser. Er setzte sich für die Verbreitung von Keplers  Gedankengut ein und verteidigte das Weltbild von Kopernikus.
Als Lehrer der Kriegsbaukunst entwarf er den Befestigungsring, der das Gebiet der drei Städte Königsbergs und ihrer Freiheiten (Königsberg i. Pr.) umschloss. Mit dem Bau wurde 1626 unter Abraham von Dohna begonnen.
Als Dekan der Philosophischen Fakultät starb Strauß an der Pest.